# 16202 Srivastava
16202 Srivastava è un asteroide della fascia principale. Scoperto nel 2000, presenta un'orbita caratterizzata da un semiasse maggiore pari a 2,4053992 UA e da un'eccentricità di 0,1568323, inclinata di 2,40510° rispetto all'eclittica.